# Tous les garçons et les filles (Lied)

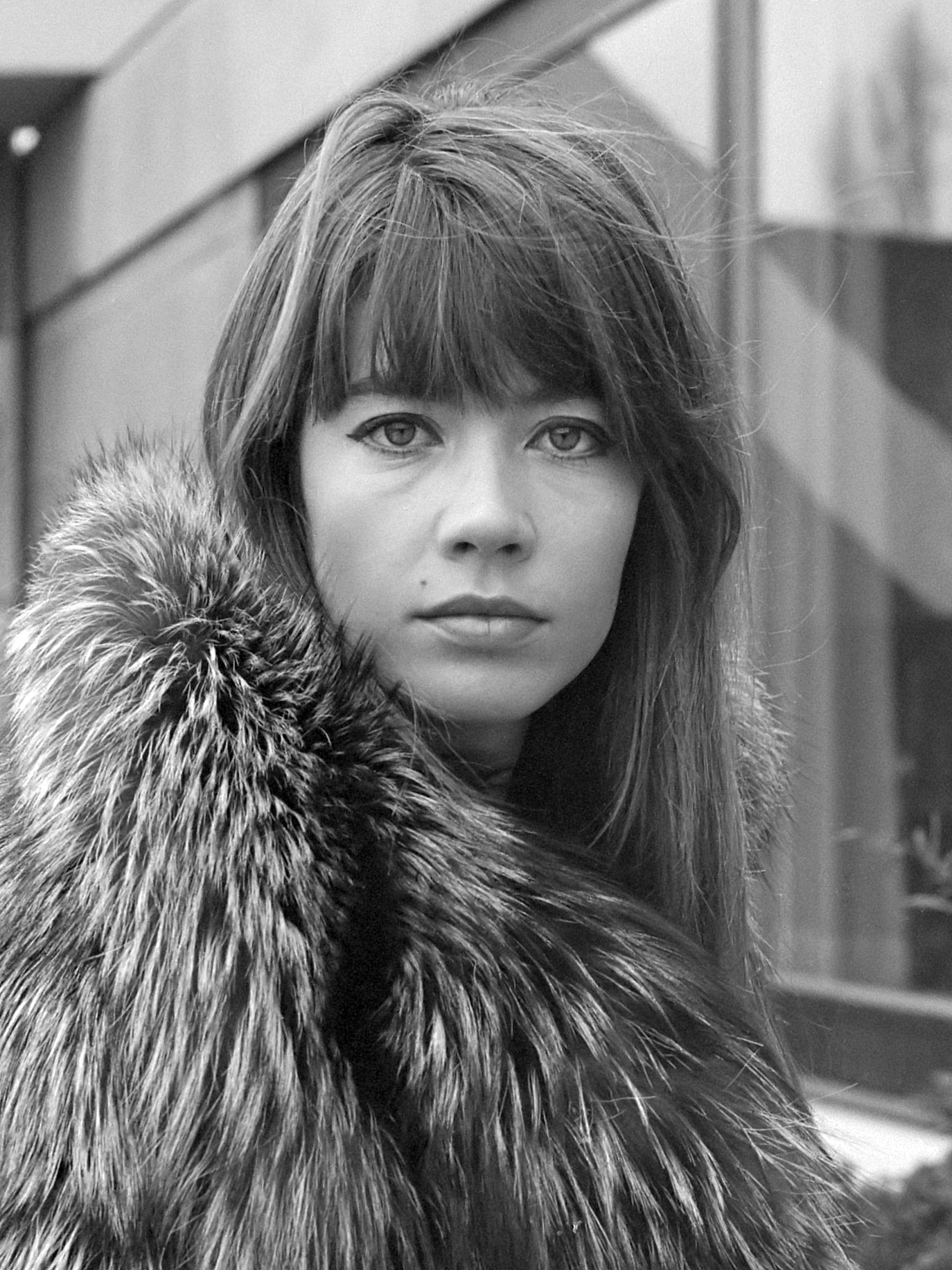
Françoise Hardy (1969)

Tous les garçons et les filles ist ein 3:08 Minuten langes französischsprachiges Chanson von Françoise Hardy, zu dem sie sowohl den Text als auch die Musik geschrieben hat. Das Lied erschien im Juni 1962 in Frankreich auf einer Single als B-Seite von J’suis d’accord sowie als EP (mit den zusätzlichen Songs Oh oh chérie und Il est parti un jour) bei Disques Vogue, etwas später auch noch auf einer gleichnamigen Langspielplatte. Wie es in den frühen 1960er Jahren nicht unüblich war, hat Hardy dieses Lied auch auf Englisch (Find Me a Boy), Italienisch (Quelli della mia età) sowie – in der Übersetzung von Ernst Bader und unter dem Titel Peter und Lou – auf Deutsch aufgenommen.
Das Chanson wurde ihr erster großer Erfolg und war mitverantwortlich für das Image, das der Sängerin lange anhaftete: charmant, faszinierend, ein bisschen verloren zwischen all den anderen extrovertierten Rock-’n’-Roll- und Yéyé-Interpreten in Frankreich. Für den Musikjournalisten und -autor Fabien Lecœuvre ist es bis in die Gegenwart ein „großer Klassiker“ der französischen Unterhaltungsmusik.

## Text und Musik
Bei dem Chanson handelt es sich um die Klage einer weiblichen Heranwachsenden, die – im Unterschied zu „allen Jungen und Mädchen meines Alters“, so die wörtliche Übersetzung der ersten Liedzeile – noch alleine ist. In ihrer Wahrnehmung gehen alle anderen miteinander spazieren, halten dabei Händchen und blicken sich verliebt in die Augen. Dabei empfinden sie nur Glück und haben keine Angst vor dem Morgen, sondern schmieden zusammen Zukunftspläne, denn sie wissen, was Liebe bedeutet.
Die Protagonistin selbst hingegen geht alleine durch die Straßen, voller Kummer, dass niemand sie liebt; ihre Tage wie ihre Nächte gleichen einander, sind freudlos und öde (sans joies et pleins d’ennuis), weil ihr niemand „ich liebe dich“ ins Ohr flüstert. Sie fragt sich, ob und wann wohl der Tag kommt, an dem auch für sie die Sonne scheinen wird, weil sie endlich jemanden gefunden hat, der sie liebt, damit sie sich – wie alle anderen – glücklich fühlen kann.
Auch vom Aufbau her ist das Lied recht einfach. Es besteht aus drei sechszeiligen Strophen (Reimschema: a-b-a-b-c-c), auf die jeweils der vierzeilige Refrain folgt. Nach jeweils einer Strophe plus Refrain folgt ein „Abschlussvers“ (Coda), ebenfalls ein Vierzeiler; die Coda fehlt allerdings nach der letzten Strophe-Refrain-Kombination. Bei Refrain und Coda werden Paarreime verwendet.
Musikalisch ist die „beiläufige, doch eindringliche Stimme, die über einem Walzer-Rhythmus schwebt“, charakteristisch. Begleitet wird die Sängerin von E-Gitarre und Schlagzeug.

## Entstehung
Das Chanson, das Françoise Hardy geschrieben hatte, nachdem sie im Radio Paul Ankas 1959er Nummer-eins-Hit Lonely Boy hörte, wäre beinahe niemals veröffentlicht worden. Als sie es Ende 1961 anlässlich einer Audition, die Plattenfirmen gelegentlich veranstalteten, um neue Talente zu entdecken, in einem Studio von Pathé-Marconi vorsang – wobei sie sich auf der Gitarre selbst begleitete –, winkte der dortige Mitarbeiter ab. Er fand, sie wäre Marie-Josée Neuville („Die Hohepriesterin des Twist“) zu ähnlich, die bei der Firma unter Vertrag stand. Hardy ließ sich davon nicht entmutigen und bot das Lied als Nächstes der Plattenfirma Vogue an, weil sie hoffte „dort sei man etwas weniger anspruchsvoll, denn schließlich nahm dort auch Johnny Hallyday Titel auf, die ich schlechter als anderes fand, was man zu hören bekam.“
Aber auch bei Vogue war man nicht von ihr überzeugt – zumindest zunächst nicht. Drei Monate später allerdings erinnerte man sich dort an sie, weil man schnell einen Ersatz für Petula Clark benötigte, die sich geweigert hatte, Oh oh chérie aufzunehmen. Hardy übernahm diese Aufgabe, und zu den drei weiteren Titeln, die für eine EP erforderlich waren, durfte dann auf der B-Seite – wie auch auf der Single-Auskopplung – Tous les garçons et les filles als einziges Stück mit einer melancholischen Anmutung gehören. Bei den Aufnahmen am 25. April 1962 wurde ihre Gesangsstimme von Studiomusikern begleitet. Der Radiosender Europe 1 bevorzugte diesen Titel gegenüber  Oh oh chérie, aber der Durchbruch für das Lied kam erst ein halbes Jahr später, nachdem sie es zweimal auf Radiodiffusion-Télévision Française vorgetragen hatte: im September 1962 live und wiederum nur mit eigener Gitarrenbegleitung in der Sendereihe Le petit Conservatoire de la chanson sowie als „Pausenfüller“ am Abend des Referendums über die zukünftige Direktwahl des Staatspräsidenten, dem 28. Oktober 1962.

## Rezeption
Der Plot wirkt auf den ersten Blick möglicherweise schlicht, wenn nicht gar platt. Jérôme Pintoux bezeichnet ihn als „trübsinnig und banal“, Frank Laufenberg reiht das Chanson in eine Serie von „fast nichtssagenden, monoton vorgetragenen Liedchen“ ein, die Françoise Hardy damals „geträllert“ habe. Auch die Künstlerin selbst hat die Lieder aus ihrer frühen Karriere, der nach ihrer damaligen Plattenfirma so genannten Vogue-Phase (les années Vogue), später über viele Jahre abgelehnt und sich beispielsweise bis in die Mitte der 1990er Jahre geweigert, einer Wiederveröffentlichung zuzustimmen. Den Erfolg dieses speziellen Titels empfand sie als „lästig und beschwerend“ für ihre weitere Karriere. Aber zur Zeit seiner Erstveröffentlichung traf Tous les garçons et les filles gleichwohl den Nerv jedes pubertierenden Zuhörers, der gleichfalls gerade „mit niemandem ging“. Es wurde deswegen in Frankreich zur dreiminütigen „Momentaufnahme“ und zum „Kultlied einer ganzen Generation“, über das Claude Lelouch mit ihr im Jardin des Tuileries einen Film – Vorläufer der heutigen Videoclips – für die Aufführung auf den in den 1960er Jahren neben den Musikboxen sehr verbreiteten Scopitones drehte. Das Chanson ist auch einer von wenigen französischsprachigen Titeln, die Robert Dimery in sein Buch „1001 Songs, die Sie hören sollten, bevor das Leben vorbei ist“ aufgenommen hat.

## Charterfolge und Coverversionen
Die Single erschien im November 1962, verkaufte sich binnen fünf Monaten in mehr als zwei Millionen Exemplaren und wurde in Frankreich Anfang des Jahres 1963 zur Nummer eins. Dabei war die andere Seite dieser Schallplatte (J’suis d’accord) der größte Konkurrent um die Spitzenposition in der Hitparade; zusammen standen die beiden Titel zwischen Dezember 1962 und April 1963 insgesamt 13 Wochen lang auf dem ersten Rang. Im mehrsprachigen Belgien war sie gleichfalls sehr erfolgreich und schaffte es in Wallonien ebenfalls zum Top-Hit (Platz eins bei insgesamt 36 Wochen in den Charts), im flämischen Landesteil bis auf den elften Rang (dort zwölf Wochen vertreten).
Hardys französischsprachige Version war auch außerhalb der frankophonen Welt erfolgreich. Sie brachte es 1963 in der Bundesrepublik Deutschland bis auf Platz 20; dazu kam im selben Jahr zusätzlich noch die deutschsprachige Fassung (Peter und Lou) auf Rang 26. In den Niederlanden erreichte sie im Dezember 1963 Rang vier und war sechs Wochen in den Top Ten verzeichnet. Im Vereinigten Königreich erfolgte der Charteintritt erst im Juni 1964; dort war die höchste Position Platz 36, und das Chanson hielt sich sieben Wochen in der Hitliste.
Die italienische Version Quelli della mia età (mit einem Text von Vito Pallavicini) erreichte in Italien den zweiten Platz der M&D-Charts, worin sie sich 25 Wochen lang halten und sich schließlich auch die Spitze der Jahrescharts sichern konnte. In Westdeutschland war Peter und Lou auch auf der 1965 erschienenen Langspielplatte Françoise Hardy: Portrait in Musik enthalten, die auf einer gleichnamigen Fernsehshow von Truck Branss basiert.
Zahlreiche andere Interpreten haben das Lied gecovert, teilweise in anderen Sprachen oder instrumental (wie der Akkordeonist Aimable) und teilweise auch erst im 21. Jahrhundert. Darunter sind unter anderem Gigliola Cinquetti, The Dresden Dolls, Timi Yuro, Marie Myriam, die Eurythmics, Catherine Spaak, Brunetta, Carla Bruni und Laurent Voulzy (1995 bei den Enfoirés), die kanadische Sängerin und Schauspielerin Ginette Reno, Free Souffriau, Saint Etienne sowie das belgische Musikprojekt Vitor Hublot um Guy Clerbois und Jacques Duvall.
Der Komponist und Musikproduzent Jean-Luc Azoulay griff das musikalische Thema von Tous les garçons et les filles mit seinem Lied Premier Baiser auf, das er 1986 für Emmanuelle Mottaz schrieb.

## Nachweise und Anmerkungen
1. ↑  Bei den Credits auf dem Plattenetikett wird zusätzlich der Produzent und Arrangeur Roger Samyn als Autor angegeben; dies war erforderlich, weil Hardy damals noch keine Prüfung als Komponistin bei der SACEM abgelegt hatte – Christian-Louis Eclimont (Hrsg.): 1000 Chansons françaises. 2012, S. 215.
2. ↑  Dass Plattenfirmen Neuerscheinungen in zwei 45-UpM-Formaten veröffentlichten, war in Frankreich in den 1960er Jahren die Normalität.
3. ↑  Jérôme Pintoux: Les chanteurs français des années 60. 2015, S. 623.
4. 1 2 3 4  Fabien Lecœuvre: 1001 histoires. 2017, S. 538.
5. ↑  Französischsprachiger Text bei paroles2chansons.lemonde.fr
6. 1 2  Robert Dimery (Hrsg.): 1001 Songs, die Sie hören sollten, bevor das Leben vorbei ist. 2. Auflage. Ed. Olms, Zürich 2015, ISBN 978-3-283-01248-9, S. 122.
7. ↑  Pierre Saka: 50 ans de chanson française. France Loisirs, Paris 1994, ISBN 2-7242-5790-1, S. 35.
8. 1 2 3  Christian-Louis Eclimont (Hrsg.): 1000 Chansons françaises. 2012, S. 215.
9. ↑  Der Fernsehauftritt vom 21. September 1962 ist auf der Website des französischen Rundfunk- und Fernseharchivs INA erhalten.
10. ↑  Jérôme Pintoux: Les chanteurs français des années 60. 2015, S. 625.
11. ↑  Frank und Ingrid Laufenberg: Hit-Lexikon des Rock und Pop. 3 Bände. Band 2, Ullstein, Berlin 2007, ISBN 978-3-548-36920-4, S. 955.
12. ↑  Gilles Verlant (Hrsg.): L’encyclopédie de la Chanson française. Des années 40 à nos jours. Éd. Hors Collection, Paris 1997, ISBN 2-258-04635-1, S. 71.
13. ↑  Gilles Verlant: L’Odyssée de la Chanson française. Éd. Hors Collection, Paris 2006, ISBN 2-258-07087-2, S. 86. Der Lelouch-Film findet sich im Bestand des Institut National de l’Audiovisuel (dort ab 12'14'' bis 15'18'').
14. ↑  In Frankreich selbst sollen es laut infodisc.fr rund 700.000 verkaufte Platten gewesen sein.
15. 1 2  nach den Angaben zum Lied bei hitparade.ch
16. ↑  Julia Edenhofer: Das große Oldie Lexikon. 2. Auflage. Bastei-Lübbe, Bergisch Gladbach 1992, ISBN 3-404-60288-9, S. 273.
17. ↑  nach dutchcharts.nl
18. ↑  Paul Gambaccini, Tim Rice, Jonathan Rice: British Hit Singles. 9. Auflage. Guinness Publishing, Enfield 1993, ISBN 0-85112-526-3, S. 130.
19. ↑  Françoise Hardy – Ci Stò / Quelli Della Mia Età (Vinyl, 7", 45 RPM, Mono, Single) bei Discogs
20. ↑  Guido Racca: M&D Borsa Singoli 1960–2019. Selbstverlag, 2019, ISBN 978-1-09-326490-6, S. 238.
21. ↑  Guido Racca: M&D Top 100 Year-End: Singoli & Album 1960–2018. Selbstverlag, 2019, ISBN 978-1-980329-12-1, S. 25.